# Polissoirs de Mondétour
Les Polissoirs de Mondétour sont un groupe de polissoirs situés à Naveil  dans le département français de Loir-et-Cher.

## Protection
Les polissoirs sont classés au titre des monuments historiques par arrêté du 20 février 1978.

## Description
Le polissoir no 1 est un bloc de poudingue lustré à silex de 5,40 m de longueur sur 2,10 m de largeur. Il comporte dans sa moitié nord-est dix-huit rainures de 0,18 m à 0,70 m de long, une cuvette arrondie de 24 cm de diamètre, quatre cuvettes de 8 cm à 24 cm de long et deux plages de polissage.
Le polissoir no 2 est un bloc de poudingue lustré à silex affleurant sur 0,80 m de longueur et 1,20 m de largeur. Il comporte deux cuvettes de respectivement 12 cm et 14 cm de longueur, 8 cm et 7 cm de largeur sur 0,6 cm  et 0,4 cm de profondeur. D'autres rainures et cuvettes pourraient avoir été détruites dans la partie délitée du bloc ou pourraient être masquées dans sa partie enterrée. Ce deuxième bloc ne fut découvert qu'en 1968.